# Merko Ehitus

AS Merko Ehitus (anciennement AS EKE Merko) est la plus grande entreprise de construction en Estonie.

## Organisation
Les filiales (et sous filiales) de Merko sont:
- AS Merko Ehitus Eesti, Estonie
- Tallinna Teede AS,Estonie
- AS Merko Infra	100, Estonie
- OÜ Tähelinna Kinnisvara, Estonie
- OÜ Vahi Lastehoid, Estonie
- OÜ Merko Kaevandused, Estonie
- UAB Merko Statyba, Lituanie
  - UAB Statiniu priežiura ir administravimas, Lituanie
  - UAB Timana, Lituanie
- UAB VPSP 2, Lituanie
- UAB VPSP Projektas, Lituanie
- OÜ Merko Property, Estonie
  - UAB Balsiu mokyklos SPV, Lituanie
- UAB Merko Bustas, Lituanie 
  - UAB MN Projektas, Lituanie
  - UAB Jurininku aikštele, Lituanie
- UAB Rinktines projektai, Lituanie
- UAB MB Projektas, Lituanie
- OÜ Kiviaia Kinnisvara, Estonie
- SIA Merko Investments, Lettonie
- OÜ Merko Investments, Estonie  
  - SIA Merks, Lettonie
  - SIA SK Viesturdarzs, Lettonie 
  - SIA Merks Investicijas, Lettonie
  - SIA Industrialas Parks, Lettonie
  - SIA Ropažu Priedes, Lettonie
  - PS Merko-Merks, Lettonie
  - SIA Zakusala Estates, Lettonie
  - PS Merks-Ostas celtnieks, Lettonie
  - PS Merks Merko, Lettonie
- Merko Finland OY, Finlande
- Hartian OY Finlande
- Merko Investments AS, Norvège
- Peritus Entreprenor AS, Norvège

## Actionnaires
Au 30 juin 2019, le plus importants actionnaires de Merko Ehitus sont:
| #  | Actionnaire                         | Actions    | %      |
| -- | ----------------------------------- | ---------- | ------ |
| 1  | AS Riverito                         | 12 742,686 | 71.99% |
| 2  | Firebird Republics Fund Ltd         | 329 602    | 1.86%  |
| 3  | OÜ Midas Invest                     | 296 100    | 1.67%  |
| 4  | Firebird Avrora Fund Ltd            | 188 927    | 1.07%  |
| 5  | SEB Pank                            | 161 438    | 0.92%  |
| 6  | State Street Bank and Trust Company | 153 018    | 0.86%  |
| 7  | SEB Elu- ja Pensionikindlustus AS   | 148 787    | 0.84%  |
| 8  | Siseinfo OÜ                         | 115 000    | 0.65%  |
| 9  | Firebird Fund L.P.                  | 114 585    | 0.65%  |
| 10 | Clearstream Banking AG              | 108 228    | 0.61%  |
|    | Total [1-10]                        | 14 358 371 | 81.12% |